# Песчаный (Брянская область)
Песчаный — поселок в Навлинском районе Брянской области. Входит в состав Клюковенского сельского поселения.

## История
В 1964 г. Указом Президиума ВС РСФСР поселок Харпач-1 переименован в Песчаный.

## Население
| 2010 | 2013 |
| ---- | ---- |
| 18   | ↘16  |